# Ardèche (megye)
Ardèche (IPA: [aʁˈdɛʃ]; okcitánul és arpetánul: Ardecha) a 83 eredeti département egyike, amelyeket a francia forradalom alatt 1790. március 4-én hoztak létre.

## Elhelyezkedése
Franciaország délkeleti részén terül el, Auvergne-Rhône-Alpes régió része. A megyét keletről Drôme, délről Vaucluse és Gard, nyugatról Lozère és Haute-Loire északról pedig Loiret megyék határolják.

## Települések
A megye legnagyobb városai 2011-ben:
| Település           | Népesség |
| ------------------- | -------- |
| Annonay             | 16 660   |
| Aubenas             | 11 323   |
| Guilherand-Granges  | 11 044   |
| Tournon-sur-Rhône   | 10 676   |
| Privas              | 8 352    |
| Le Teil             | 8 010    |
| Bourg-Saint-Andéol  | 7 264    |
| Saint-Péray         | 7 294    |
| La Voulte-sur-Rhône | 5 064    |
| Vals-les-Bains      | 3 649    |

## Galéria

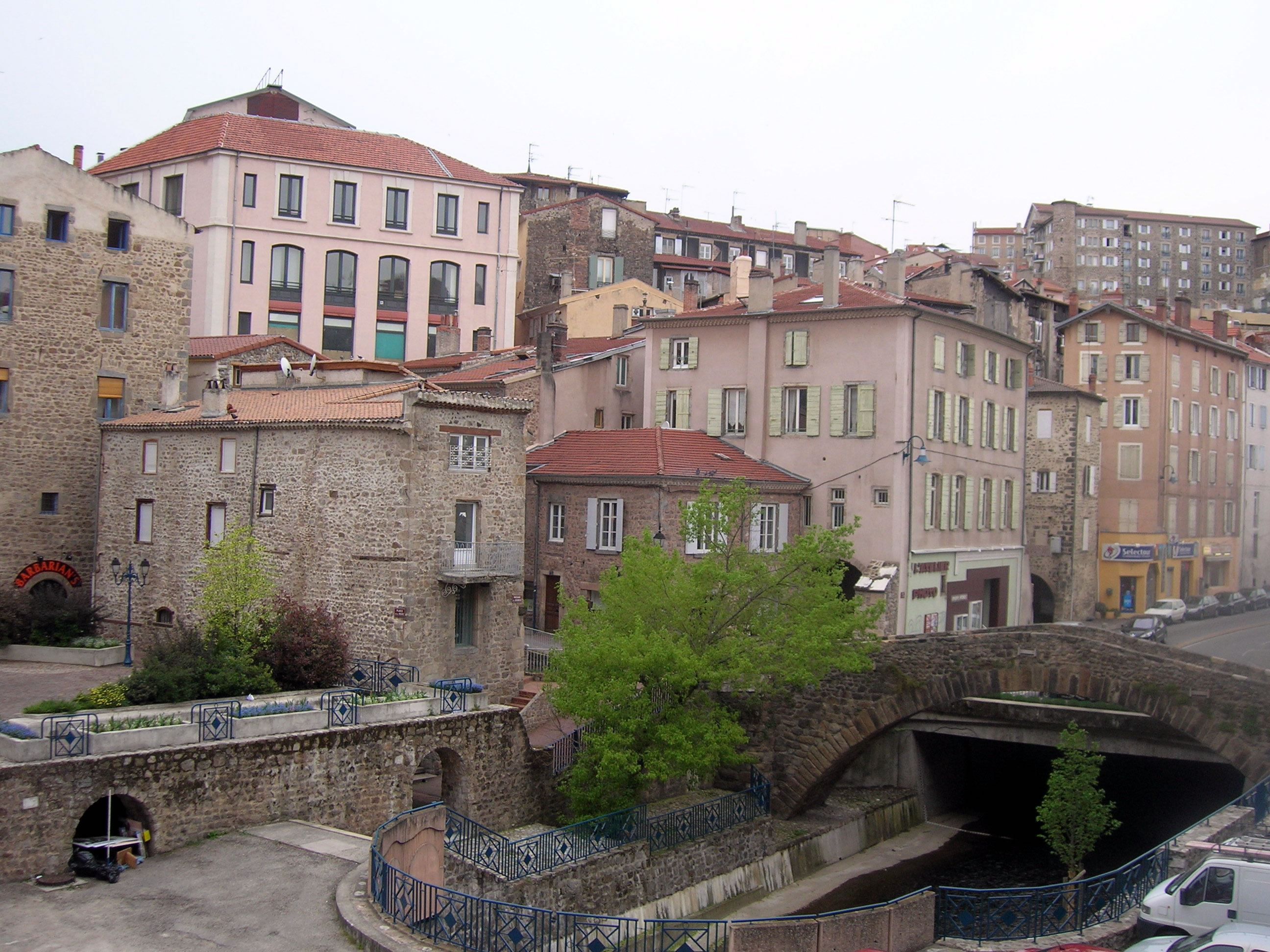
Annonay
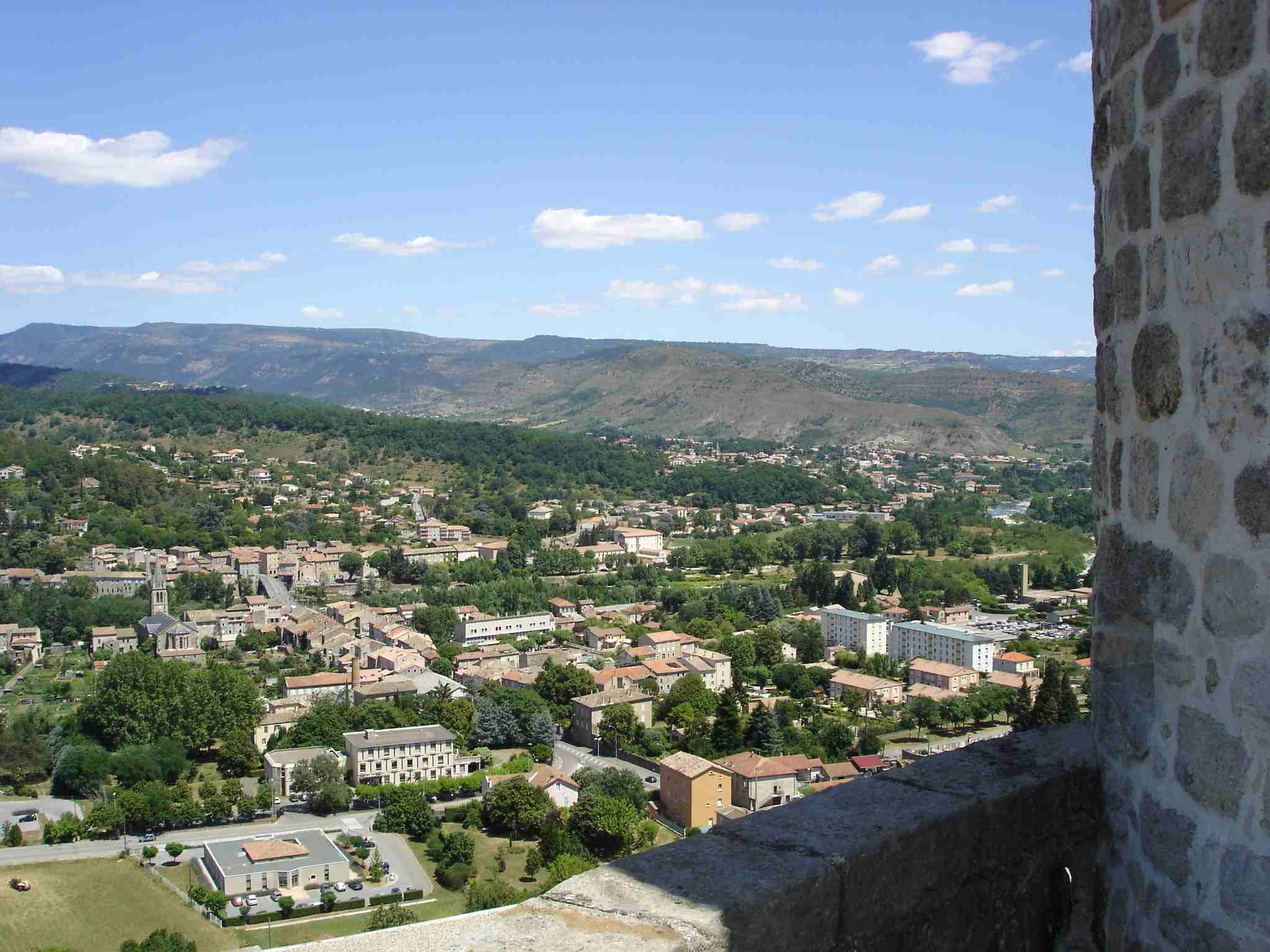
Aubenas
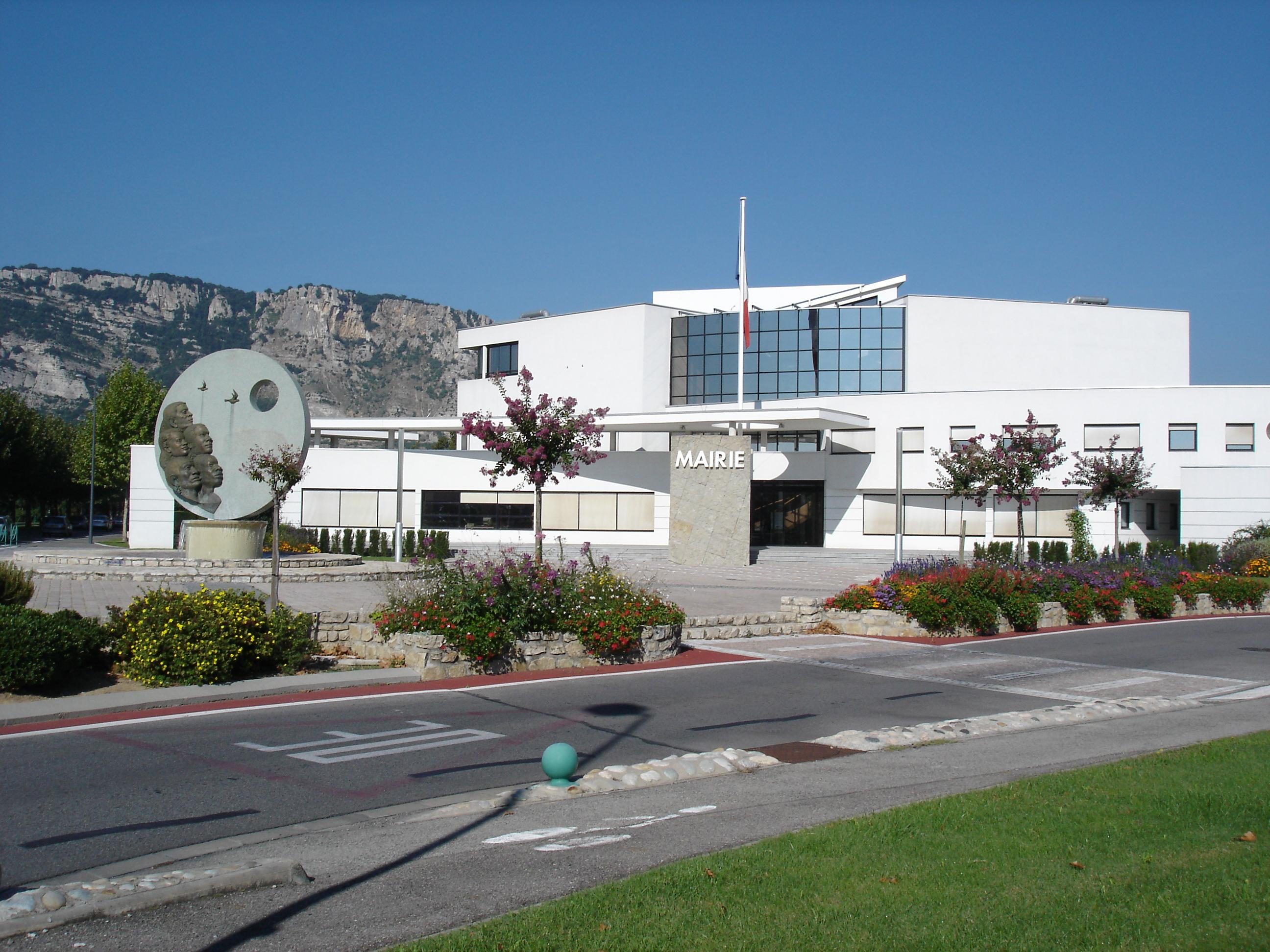
Guilherand-Granges
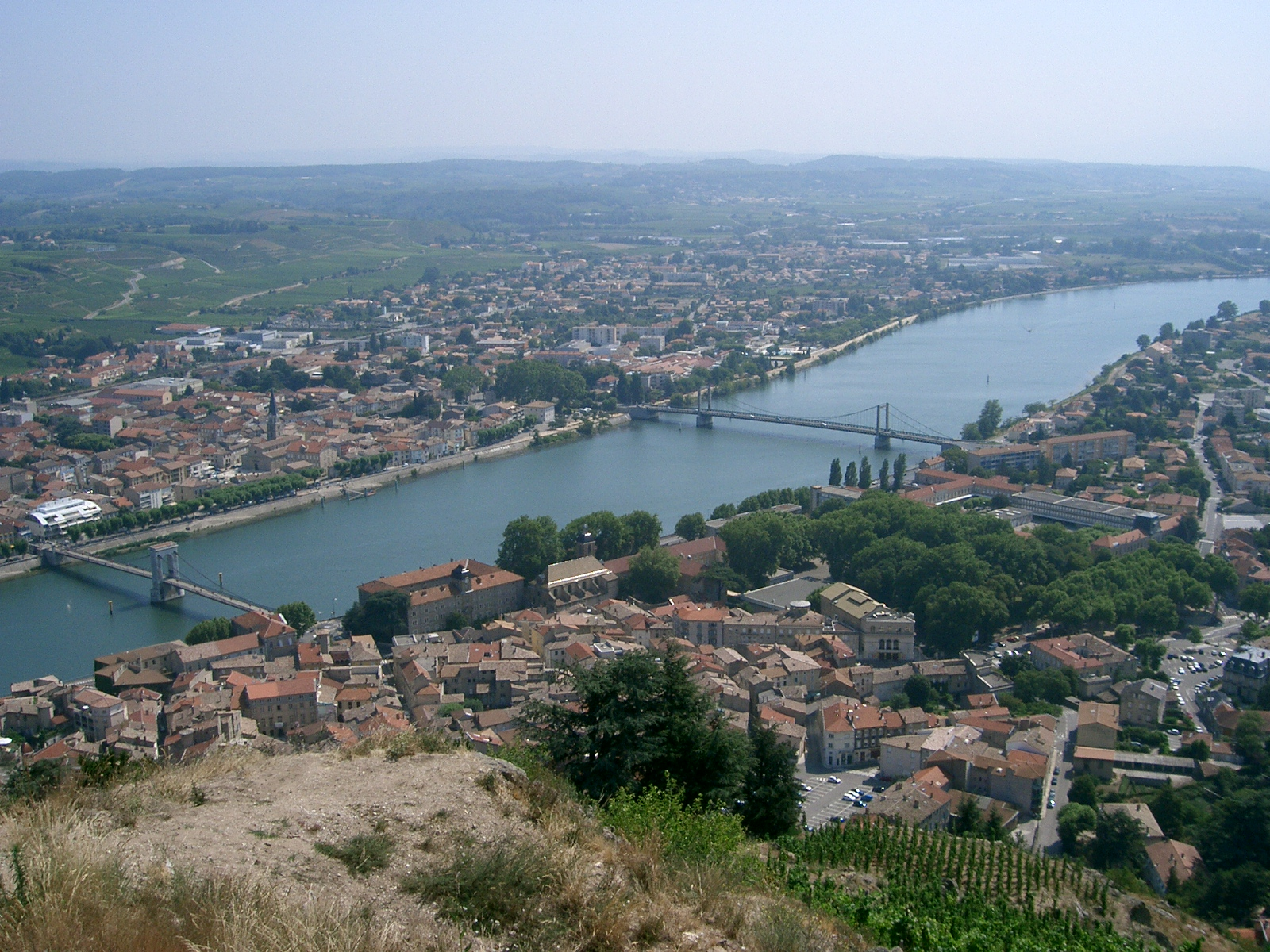
Tournon-sur-Rhône